# Volker von Segeberg
Volker von Segeberg ist ein Heiliger der katholischen Kirche.
Volker von Segeberg half nach der Überlieferung in Helmold von Bosaus Chronik dem heiligen Vizelin im 12. Jahrhundert bei der Missionierung der Wenden im Raum Holstein. Nach der Gründung des Stifts Segeberg durch Vizelin fungierte Volker dort einige Zeit als Chorherr. In den 1130er Jahren wurde das Stift von Slawen überfallen. Bei diesem Angriff soll Volker getötet worden sein. Das Todesjahr ist unklar, etwa 1132 bis 1138.
In der katholischen Kirche wird Volker von Segeberg am 7. März gefeiert.